# Герб Подкарпатской Руси
Герб Подкарпа́тской Руси́ — символ одной из земель чехословацкого государства в 1919—1946 годах, являлся частью среднего и большого гербов Чехословакии. Утверждён законом Чехословацкой Республики № 252/1920 30 марта 1920 года.

## Описание и толкование
Герб имеет форму французского геральдического щита, разделённого по вертикали на две равные части. Правая геральдическая сторона щита делится по горизонтали на семь равных полос с чередованием синего и золотого (жёлтого) цветов, из которых первая полоса — синяя, вторая — золотая. В левой части щита на серебряном (белом) поле — изображение красного медведя, стоящего на задних лапах и смотрящего вправо.
Согласно распространённой трактовке, семь горизонтальных чередующихся синих и золотых полос означают семь крупнейших рек Подкарпатской Руси — Тису, Тересву, Рику, Тереблю, Боржаву, Латорицу и Уж. Медведь (типичный представитель фауны Карпат) считается «царём» заснеженных Карпатских гор.
По другому объяснению, четыре синих полосы означают бывшие венгерские комитаты на территории Подкарпатской Руси — Унг, Берег, Угоча и Марморош, а три золотые полосы — реки Уж, Латорица и Тиса.
В 1990 году Павел Федака, этнограф из Ужгорода, дал иное объяснение рисунка герба: семь горизонтальных полос отражают единство семи комитатов бывшего венгерского Закарпатья, а сочетание серебряного (белого) и красного цветов произошло под влиянием чешской и словацкой геральдики.

## История
В состав Чехословакии согласно решению Парижской мирной конференции 1919 года было включено Закарпатье, названное Подкарпатской Русью.
Герб Подкарпатской Руси появился в процессе разработки государственного герба Чехословакии. Согласно принятой концепции, герб Чехословакии должен был состоять из собственно щитка с гербом Чехии и земельных гербов других частей республики: Словакии, Силезии, Моравии и Подкарпатской Руси. Однако Подкарпатская Русь изначально не имела своей собственной символики, поэтому с января 1920 года власти Чехословакии обращались к руководству Подкарпатской Руси с просьбой прислать предложения по поводу герба. В ответе из Ужгорода сообщалось, что одна часть населения желает, чтобы в гербе присутствовали сине-жёлтые цвета, а другая — выступает за бело-синие или сине-красные. Известный ужгородский историк Иосиф Кобаль считает, что синий и желтый были традиционными геральдическими цветами Закарпатья еще со средневековья. В гербах комитатов Берег, Угоча, Унг основными цветами были синий и желтый. Это же мнение разделяет проректор Закарпатского художественного института М. Приймич: «На гербах (комитатов – авт.) присутствовали синие и золотые краски, на гербе Унга они доминировали».
Подкарпаская Русь ответила Праге тремя проектами гербов: проект Карпаторусской трудовой партии Гагатко-Цуркановича, проект партии А. Волошина, проект земельного герба по проекту Иосифа Бокшая.
Карпаторусская трудовая партия Гагатко-Цуркановича предложила следующий проект герба Подкарпатской Руси: щит разделённый вертикально пополам, в нижней части имел три холма, также разделённых, правая половина из которых золотого цвета, левая синего. В правой половине щита половина греко-католического креста Мукачевской греко-католической епархии, в левой серебряной половине стоящий на синих холмам был стоящий красный медведь.
Партия Августина Волошина предложила следующий проект: объединение символов комитатов Берег, Мараморош, Угоча, Унг, Абауй, Шариш, Спиш, Земплин и щит Кориатовича. Центр герба занимал щит с шестиконечным «крестом Кориатовича». В верхней части на фоне гор с обеих сторон ели, посреди олень, а под ним шахта с двумя шахтерскими молотками. У центрального щита Кориатовича справа – мужчина со снопом, слева – женщина с виноградной лозой. Внизу волнистые линии, как символ подкарпатских рек, с рыбами. Такой герб не соответствовал принципам геральдики, к тому же пятичасный — он был слишком сложными и он не мог быть использован в композиции большого и среднего гербов Чехословацкой республики.
Третий проект художника Иосифа Бокшая: женщина в закарпатской народной одежде с сине-жёлтым флагом в руках, возле памятного знака Ф. Кориатовича на коне со щитом. А на цоколе наполовину прикрыт герб (по проекту А. Волошина): в центре — щит Кориатовича, слева женщина с виноградной лозой, над щитом Кориатовича слева в верхней части ель, посреди олень, а под ним шахта с двумя шахтерами; снизу щита Кориатовича изображена вода с рыбами.
9 марта 1920 г. варианты гербов Гагатко-Цуркановича и А. Волошина из Гражданской управы Подкарпатской Руси были отправлены в Министерство Внутренние дела Чехословацкой Республики. Профессор  Пражского университета Густав Фридрих предложил для герба «выбрать медведя», который находится в гербе города Ужгорода, столицы Подкарпатской Руси. Здесь, вероятно произошла ошибка, так как никакого медведя не было в гербе г. Ужгорода, но изображение медведя было на печати с. Кострино, на основе которой создан герб Кострино. Густав Фридрих скрыл греко-католический крест и сделал медведя геральдическим символом Подкарпатской Руси.
Прибывшая в Прагу 10 марта 1920 года делегация подкарпатской Центральной русской народной рады не высказала недовольства по поводу представленного проекта герба. В итоге утверждённый герб Подкарпатской Руси представлял собой рассечённое поле, в правой части которого на лазури три золотых пояса, в левой — на серебре червлёный медведь.
15 марта 1939 года, после провозглашения независимости Карпатской Украины, к гербу был добавлен символ Украины — трезубец князя Владимира Святославича. Герб в месте с государством просуществовали один день.
18 декабря 1990 года герб Подкарпатской Руси был принят в качестве герба Закарпатской области.
23 июня 2007 года на 9-м Всемирном конгрессе русинов в городе Сигет (Сигету-Мармацией) в Румынии герб был утвержден в качестве символа русинского народа. Тогда же утвердили и флаг русинов, на котором присутствует изображение указанного герба. При этом русины Сербии иногда используют флаг Сербии с гербом русинов.

Проект герба Подкарпатской Руси партии Гагатко-Цуркановича
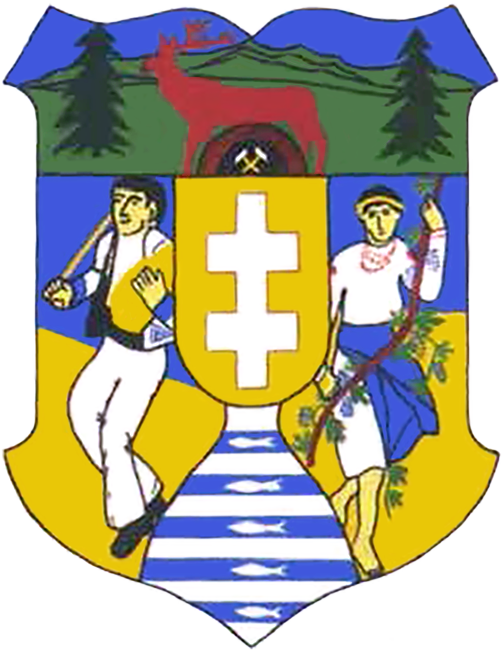
Проект герба от Автономной директории А. Волошина
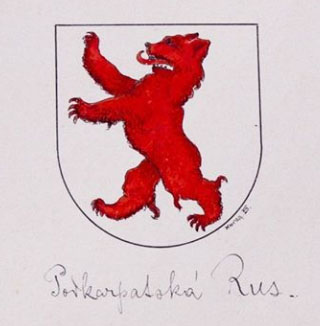
Эскиз герба Подкарпатской Руси, выполненный Ярославом Курсой. 1920 год
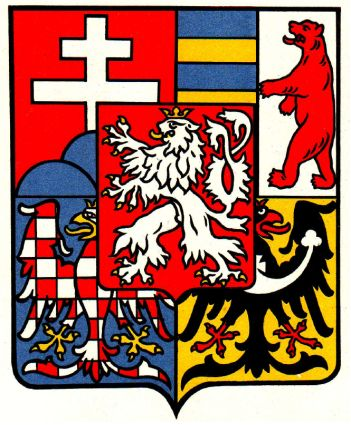
Средний герб Чехословакии с гербом Чехии (в центре) и земельными гербами Словакии, Подкарпатской Руси, Моравии[чеш.] и Силезии. 1920—1939 годы
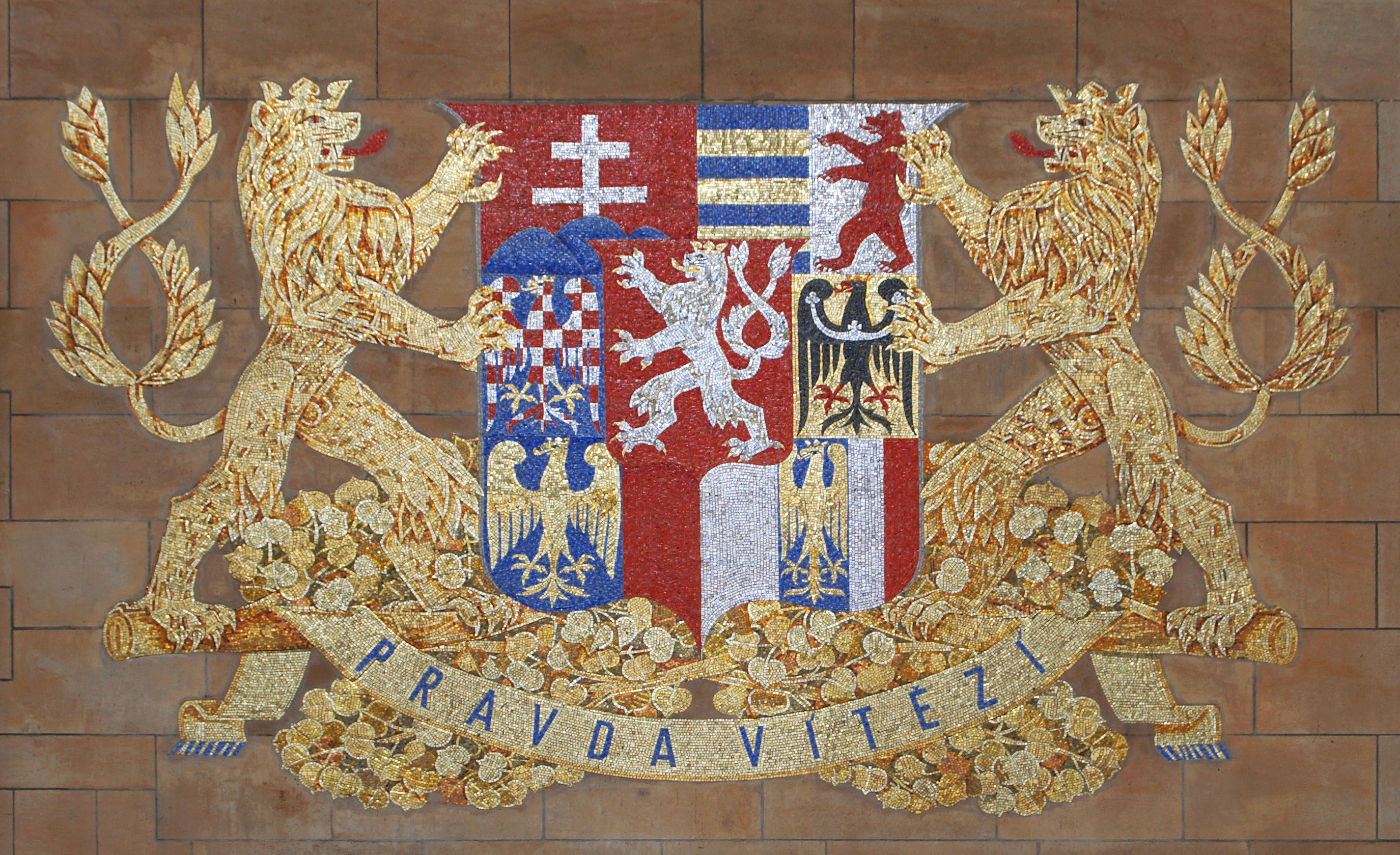
Большой герб Чехословакии в соборе Святого Вита (Прага)
Герб русинов

## Комментарии
1. ↑  В европейской геральдике стороны гербового щита принято определять не со стороны зрителя, а со стороны того, кто держит щит с гербом. При надетом на левую руку щите правой окажется та сторона, за которую щитоносец может взяться правой рукой. Со стороны зрителя эта сторона будет казаться левой. (см. Силаев А. Г. Истоки русской геральдики. — М.: ФАИР-ПРЕСС, 2003. — С. 220. — ISBN 5-8183-0456-6)